# Budismo y mundo romano

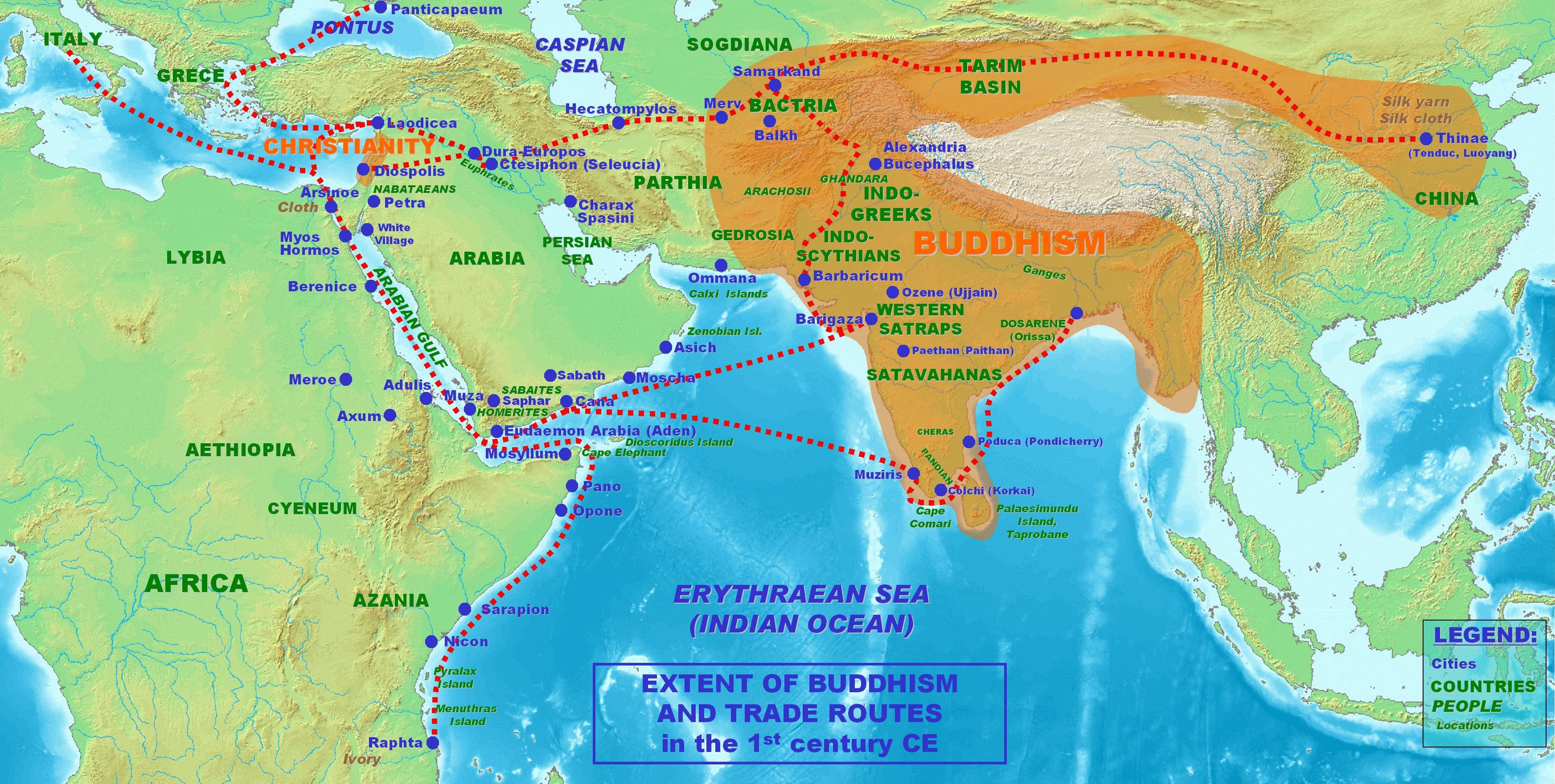
La extensión del budismo y las rutas comerciales en el siglo I d. C.

Varios ejemplos de la interacción entre el budismo y el mundo romano están documentados por los escritores clásicos y los primeros cristianos.

## Embajada de la dinastía Pandya

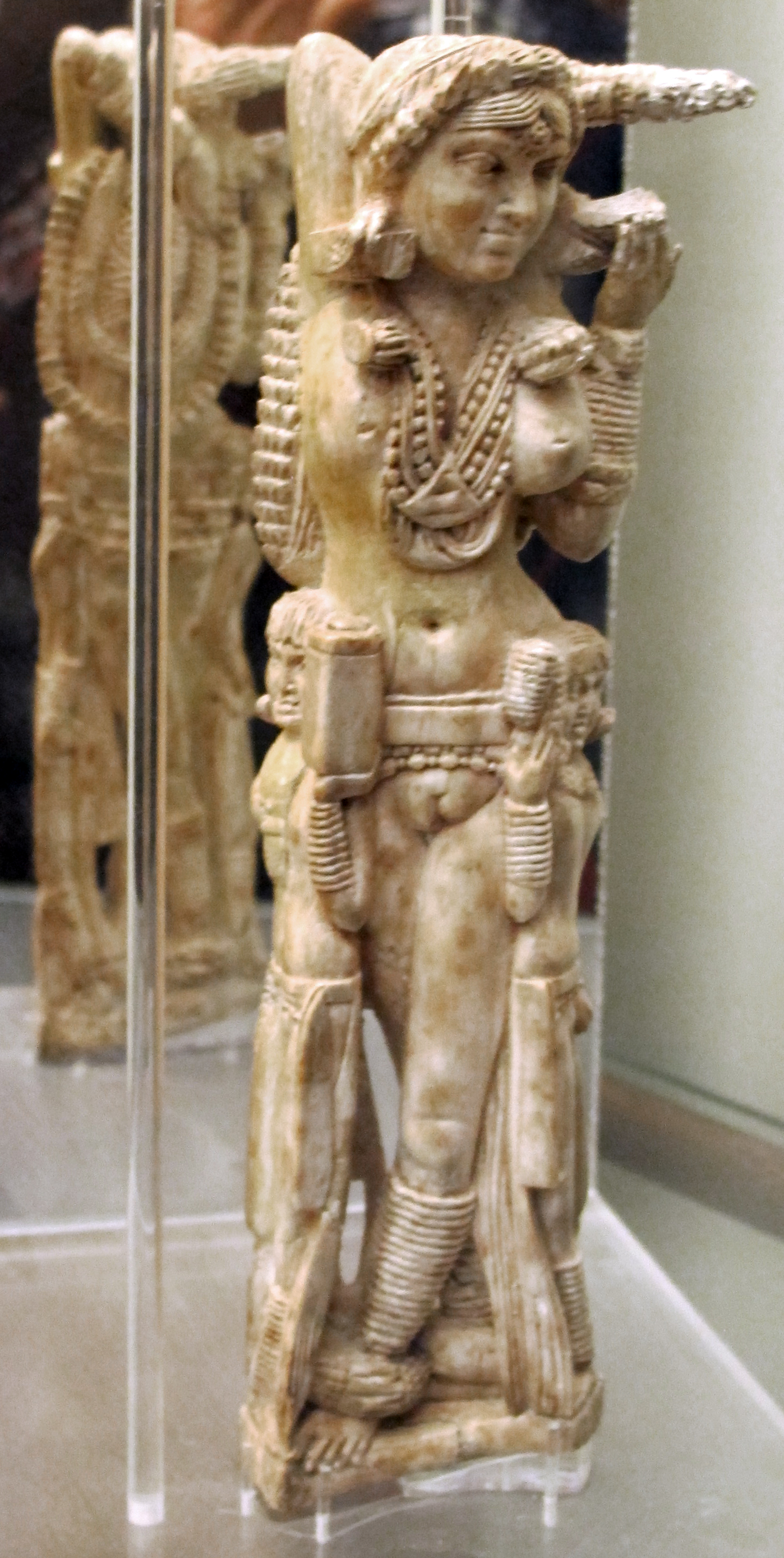
La Pompeya Lakshmi estatuilla en marfil...encontrada en 1938 en las ruinas de Pompeya... (ciudad destruida en el 79 d.C.), se cree que se originó en Bhokardan, Dinastía Satavájana. Esto testifica la intensidad de las relaciones comerciales indo-romanas de la época.

Los relatos históricos romanos describen una embajada enviada por el «rey indio Porus (Pandion (?) Pandya (?) o Pandita (?)» a César Augusto en algún momento entre el 22 a. C. y el 13 d. C. La embajada viajaba con una carta diplomática de piel en griego, y uno de sus miembros era un sramana que se quemó vivo en Atenas para demostrar su fe. El acontecimiento causó sensación y fue descrito por Nicolás de Damasco, que se reunió con la embajada en Antioquía —cerca de la actual Antakya en Turquía— y fue relatado por Estrabón (XV,1,73) y Dion Casio (liv, 9). Se hizo una tumba a la sramana, todavía visible en la época de Plutarco, que llevaba la mención:

"ΖΑΡΜΑΝΟΧΗΓΑΣ ΙΝΔΟΣ ΑΠΟ ΒΑΡΓΟΣΗΣ"

("Zarmanochegas de Barygaza en India")

Estrabón también afirma que Nicolás de Damasco al dar los detalles de la inscripción de su tumba especificó que su nombre era «Zarmanochegas» y que «se inmortalizó según la costumbre de su país». Casio Dion (Hist 54.9) y Plutarco citan la misma historia. Charles Eliot en su Hinduism and Buddhism: An Historical Sketch (1921) , considera que el nombre Zarmanochegas «contiene quizás las dos palabras Sramana y Acharya». La traducción de H.L. Jones de la inscripción mencionada por Estrabón dice: «El maestro Sramana, un indio, nativo de Bargosa, habiéndose inmortalizado según la costumbre de su país, yace aquí.» Estos relatos indican al menos que los religiosos indios, —sramanas, a los que pertenecían los budistas, a diferencia de los brahmanes hindúes— circulaban en el Levante en la época de Jesús.

## La cultura budista y la Grecia precristiana

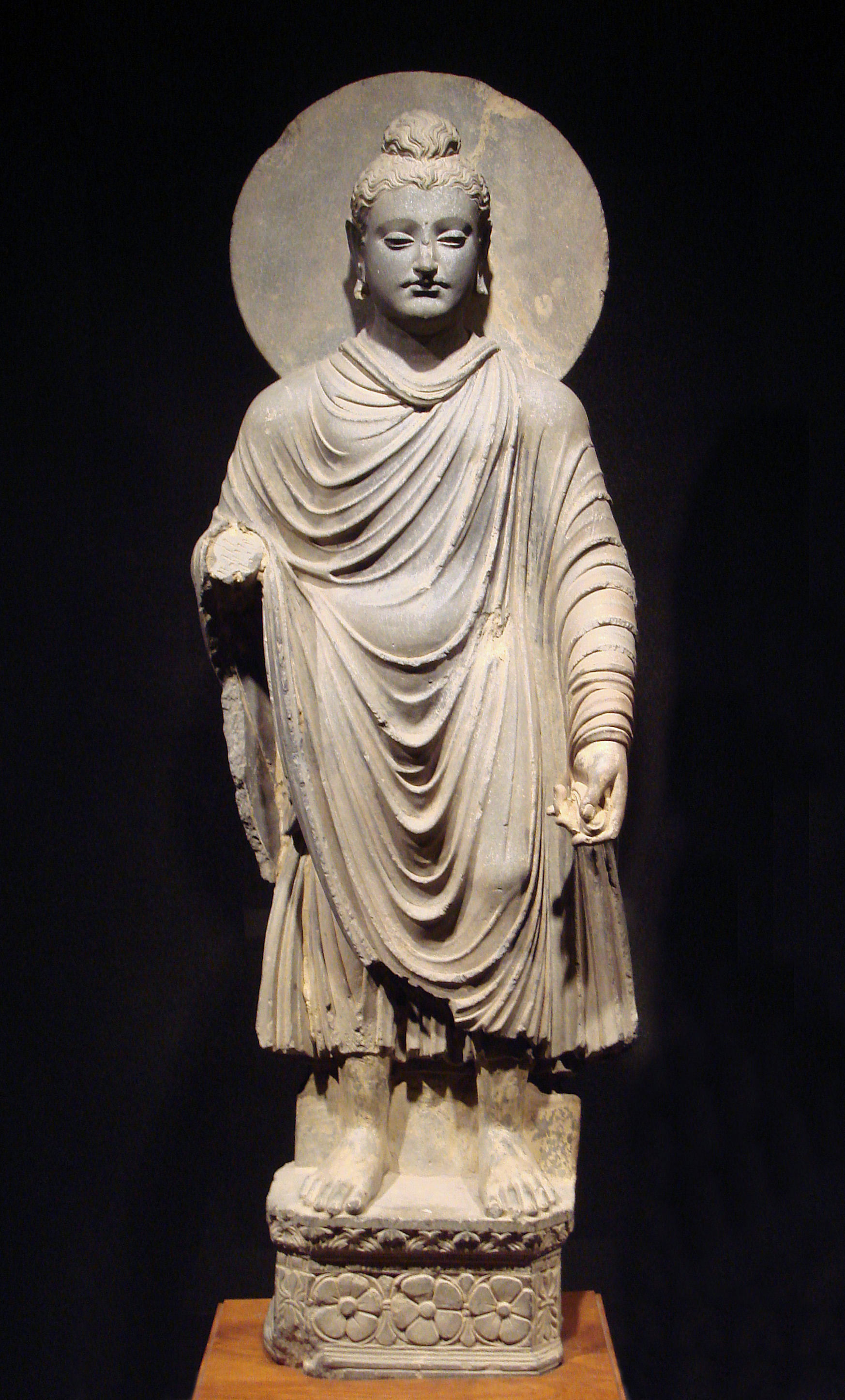
Desde los tiempos de Jesús o poco después: una estatua de Siddartha Gautama predicando, en el estilo greco-budista de Gandhara, actual Pakistán.

En la época de Jesús, las enseñanzas de Buda ya se habían difundido por gran parte de la India y penetrado en Sri Lanka, Asia Central y China, mostrando ciertas similitudes con los preceptos morales cristianos de más de cinco siglos después; la santidad de la vida, la compasión por los demás, el rechazo de la violencia, la confesión y el énfasis en la caridad y la práctica de la virtud.
Will Durant, señalando que el emperador Aśoka envió misioneros, no únicamente a otros lugares de la India y a Sri Lanka, sino a Siria, Egipto y Grecia, especuló a principios del siglo XX, que podrían haber ayudado a preparar el terreno para la enseñanza cristiana.

## El proselitismo de Mauryan
Aśoka ascendió al trono de la India alrededor del 270 a. C. Después de su conversión al budismo, envió misioneros a los cuatro puntos cardinales. Los hallazgos arqueológicos indican que estas misiones fueron «favorablemente recibidas» en tierras del oeste.
Ptolomeo II Filadelfo, uno de los monarcas que Aśoka menciona en sus edictos, es registrado por Plinio el Viejo como el que envió a un embajador llamado Dionisio a la corte de Maurya en Pataliputra: «La India ha sido tratada por varios otros escritores griegos que residían en las cortes de los reyes indios, como, por ejemplo, Megasthenes, y por Dionisio, que fue enviado allí por Filadelfo, expresamente con un propósito: todos ellos han ampliado el poder y los vastos recursos de estas naciones».
Según los registros de Alejandría, una larga encrucijada de comercio e ideas, indican que los monjes itinerantes del subcontinente indio pueden haber influido en las corrientes filosóficas de la época. Los relatos romanos siglos después hablan de monjes que viajaban al Oriente Medio, y se menciona una embajada enviada por el rey indio Pandion, o Porus (posiblemente Pandya), a César Augusto alrededor del año 13 d. C.

## Expansión de la cultura budista hacia el oeste
Mientras tanto, las enseñanzas de Buda se habían extendido al noroeste, en el territorio parteniano. Se han identificado restos de estupas budistas tan distantes como la ciudad de Merv, en la Ruta de la Seda. Los equipos arqueológicos soviéticos en Giaur Kala, cerca de Merv, han descubierto un monasterio budista, completo con enormes esculturas de Budarupa. Se sabe que nobles partos como An Shigao adoptaron el budismo y estuvieron entre los responsables de su posterior expansión hacia la dinastía Han de China.

## Conocimiento occidental del budismo
Algún conocimiento del budismo existió bastante temprano en Occidente. En el siglo II d. C. Clemente de Alejandría escribió sobre Buda Gautama:

εἰσὶ δὲ τῶν Ἰνδῶν οἱ τοῖς Βούττα πειθόμενοι παραγγέλμασιν. ὃν δι’ ὑπερβολὴν σεμνότητος ὡς θεὸν τετιμήκασι.
Entre los indios están los filósofos que también siguen los preceptos de Buda, a quien honran como un dios por su extraordinaria santidad.— Clemente de Alejandría, Stromata (Miscellanies), Libro I, Capítulo XV

También reconoció a los budistas bactrianos (sramanas) y a los gimnosofistas indios por su influencia en el pensamiento griego:

Así la filosofía, cosa de la más alta utilidad, floreció en la antigüedad entre los bárbaros, derramando su luz sobre las naciones. Y después llegó a Grecia. Los primeros en sus filas fueron los profetas de los egipcios, los caldeos entre los asirios, los druidas entre los galos y los sramanas entre los bactrianos ("Σαρμαναίοι Βάκτρων"); y los filósofos de los celtas; y los magos de los persas, que predijeron el nacimiento del Salvador, y vinieron a la tierra de Judea guiados por una estrella. Los gimnosofistas indios también están en el número, y los otros filósofos bárbaros. Y de los últimos hay dos clases, algunos de ellos llamados sramanas ("Σαρμάναι"), y otros los brahmanes ("Βραχμάναι").
 Clemente de AlejandríaStromata (Miscellanies

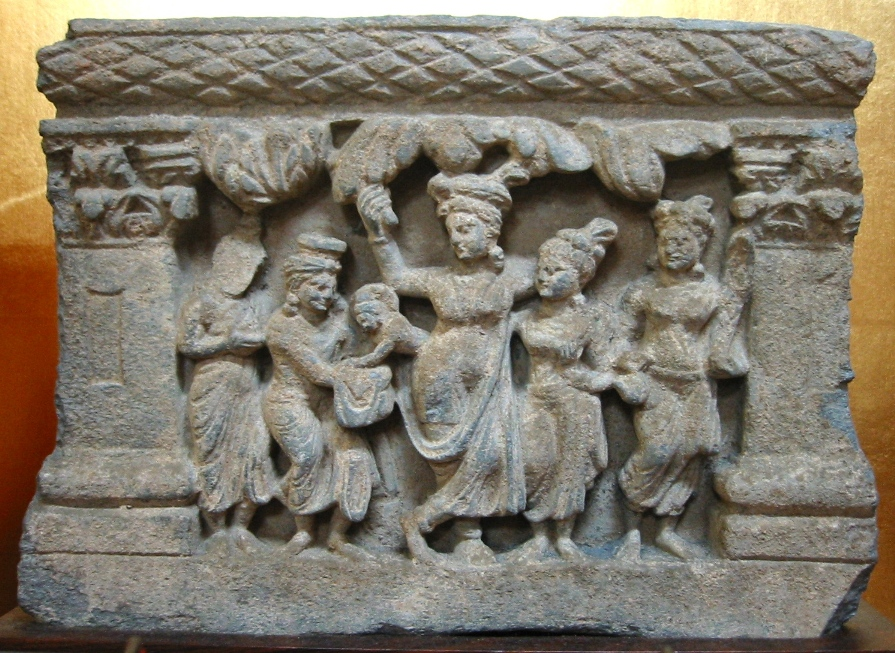
El nacimiento de Siddhartha Gautama, Gandhara, del al d. C.

Se conocía la historia del nacimiento del Buda: un fragmento de Archelaos de Carrhae (278 d. C.) menciona el nacimiento virginal de Buda, y San Jerónimo (siglo IV) menciona el nacimiento de Buda, que según él «nació del lado de una virgen». La reina Maia vino a dar a luz a Buda después de recibir un sueño profético en el que preveía el descenso del futuro Buda Bodhisattva del cielo Tushita, en su vientre. Esta historia tiene algunos paralelos con la historia de Jesús siendo concebido en conexión con la visitación del Espíritu Santo a la Virgen María.
El último impacto en la literatura cristiana y griega es la versión cristianizada de la leyenda de la vida de Buda que se encuentra en los textos budistas del siglo III d. C. y en las épicas Barlaam y Josafat. Esta última se atribuye tradicionalmente a san Juan Damasceno (d.c.750 CE), pero parece que la tomó del árabe Kitab Bilawhar wa Yudasaf, que a su vez también había sido tomado de la India a través de los maniqueos.

## Budismo y el gnosticismo
A principios del siglo III-IV, escritores cristianos como Hipólito y Epifanio escriben sobre Escitiano que visitó la India alrededor del año 50 d. C., de donde trajo «la doctrina de los Dos Principios». Según Cirilo de Jerusalén, el discípulo de Escitia, Terebinthus, se presentó como un «Buda» («Se llamó a sí mismo Budas»). Terebinthus fue a Palestina y a Judea («se dio a conocer y fue condenado»), y finalmente se estableció en Babilonia, donde transmitió sus enseñanzas a Mani, creando así los cimientos del maniqueísmo:

Pero Terebinthus, su discípulo en este perverso error, heredó su dinero, sus libros y su herejía, y vino a Palestina, y al ser conocido y condenado en Judea resolvió pasar a Persia; pero para ser reconocido allí también por su nombre lo cambió y se llamó a sí mismo Buda.
—Cirilo de Jerusalén, Catechetical lecture 6 Secciones 22-24